# Sociedad Productora de Fuerzas Motrices
L'empresa Sociedad Productora de Fuerzas Motrices, (també coneguda familiarment a les zones on operava com “la Productora” en català o “era Productora” en aranès) fou una societat creada el 1917 dedicada a la construcció i operació de centrals hidroelèctriques i al subministrament de l'energia produïda. Es constituí sobre la base de les concessions d'aprofitament hidroelèctric que havia obtingut Emili Riu i Periquet al tram inferior del Flamisell i a la Garona i amb captal basc. L'empresa tingué un protagonisme important en l'electrificació de Catalunya, construint centrals hidroelèctriques al Pallars Jussà i la Vall d'Aran. El 1941 passà a formar part del grup de la Barcelona Traction, el qual després de la fallida de 1948 fou comprat per FECSA el 1952.

## Antecedents

### El boom inversor de l'hidroelectricitat
A Catalunya a principis de segle XX es va fer evident l'oportunitat d'aprofitar el cabal dels rius pallaresos per produir electricitat i vendre-la al gran nucli industrial i tèxtil dels voltants de Barcelona i el Vallès.
Tres grans grups empresarials tenien projectes hidroelèctrics a la zona: 
- Barcelona Traction, Light and Power (coneguda com la Canadenca), constituït a partir de les concessions d'aprofitament d'aigua atorgades a Domingo Sert (membre del Consell d'Administració)[1] i Carles Emili Montañés, les quals van traspassar a la companyia liderada per Frederick Pearson.
- Energia Elèctrica de Catalunya, de capitals francesos i suïssos,[2] creada a partir de les concessions d'aprofitament d'aigua atorgades a Emili Riu a Capdella.[3]
- Catalana de Gas i Electricitat, posseïa les concessions del riu Éssera i estava també interessada en el riu Noguera Ribagorçana, però no va acabant fent-hi res.

### Rivalitat i col·lusió entre empreses
Entre la Barcelona Traction i Energia Elèctrica de Catalunya inicialment es produí una gran rivalitat, demostrant la Canadenca una major iniciativa en aquest àmbit. El tret més distintiu entre les dues empreses era que mentre Energia Elèctrica de Catalunya centrava els seus esforços en la producció, Barcelona Traction ho feia tant en la producció com en empreses distribuïdores i consumidores, assegurant-se una quota de mercat. Posteriorment les dues societats decidiren cooperar i a finals de 1912 la Barcelona Traction va subscriure les ampliacions de capital d'Energia Elèctrica de Catalunya i passà a controlar-ne el 49% del capital i tenir 6 dels 13 membres del consell d'administració.

## Orígens de l'empresa
A principis de febrer de 1916, Energia Elèctrica de Catalunya tenia un nivell rellevant d'endeutament amb els seus socis: 4 milions sis centes mil pessetes amb la Compagnie Générale d'Électricité, dos milions set centes mil amb Société Suisse d'Industries Éléctriques i sis centes una mil a la Banca Arnús i altres bancs; malgrat tot, les perspectives eren que la demanda continuaria augmentat. El conjunt de circumstàncies aconsellaven disposar de més capacitat productiva però no abocant-hi més inversions.

### Concessions d'aprofitament hidroelèctric
El pes polític d'Emili Riu va ser clau per que obtengués les concessions d'explotació de diferents conques fluvials. Disposava personalment de les següents concessions:
- En el curs del Flamisell, els salts de la Pobla de Segur (24.000 HP - 17,90 MW), el de Congost (2.500 HP - 1,86 MW), al congost d'Erinyà i el de Senterada (12.000 HP - 8,95 MW).
- Sarroca (10.000 HP - 7,46 MW) en el riu Bòssia, tributari del Flamisell.
- Torrassa (16.000 HP - 11,93 MW), a la Guingueta d'Àneu, en el curs del riu Noguera Pallaresa.
- Cledes (16.000 HP - 11,93 MW), a la conca del Garona, així com els de Bossost (18.000 HP - 13,42 MW) i Pont de Rei (18.000 HP - 13,42 MW).

Des del 14 de desembre de 1911 Cristòfol Massó i Escofet, cunyat d'Emili Riu, era titular de les concessió dels rius Aiguamòg, Valarties i Rencules, que posteriorment farien possible les centrals hidroelèctriques d'Arties i Aiguamoix. Un any després les va vendre a Emili Riu, qui per la seva part les va revendre el 1923 a la Productora de Fuerzas Motrices juntament amb la resta de concessions de les quals n'era titular.

### Constitució de la societat
Energia Elèctrica de Catalunya tenia una necessitat que Emili Riu podia cobrir amb les seves concessions i la seva empenta. De forma que a l'agost de 1916 Energia Elèctrica de Catalunya va arribar a un acord amb Emili Riu per que aquest construís la central de la Pobla de Segur a la conca del Flamisell, venent tota la producció a Energia Elèctrica de Catalunya i amb l'opció de comprar la central. Ràpidament Emili Riu va constituir el 5 d'abril de 1917 la “Productora de Fuerzas Motrices”, amb un capital inicial de 6.400.000 pessetes (26,252 milions d'euros de 2019). La Caixa d'Estalvis Municipal de Bilbao va subscriure accions per valor 2.750.000 pessetes i la resta (3.650.000 pessetes) un grup de subscriptor de Barcelona. Tot seguit s'emeteren obligacions hipotecàries per valor de 6 milions de pessetes per obtener més finançament per a les obres previstes.
Formaven el consell d'administració el president, Emili Riu, que va ser-ho fins a la seva mort el 1928; el vicepresident, Benito Marco Gardoqui i com a vocals Cristòfol Massó, Pere Corominas, Luis de Aranguren i Antonio P. Sasia. L'agost de 1918 Daniel Riu i Periquet, germà d'Emili, ja formava part del consell d'administració.
Inicialment la societat tenia la seu a Bilbao i una delegació al Passeig de Gràcia 114 de Barcelona.

## Activitat constructiva inicial

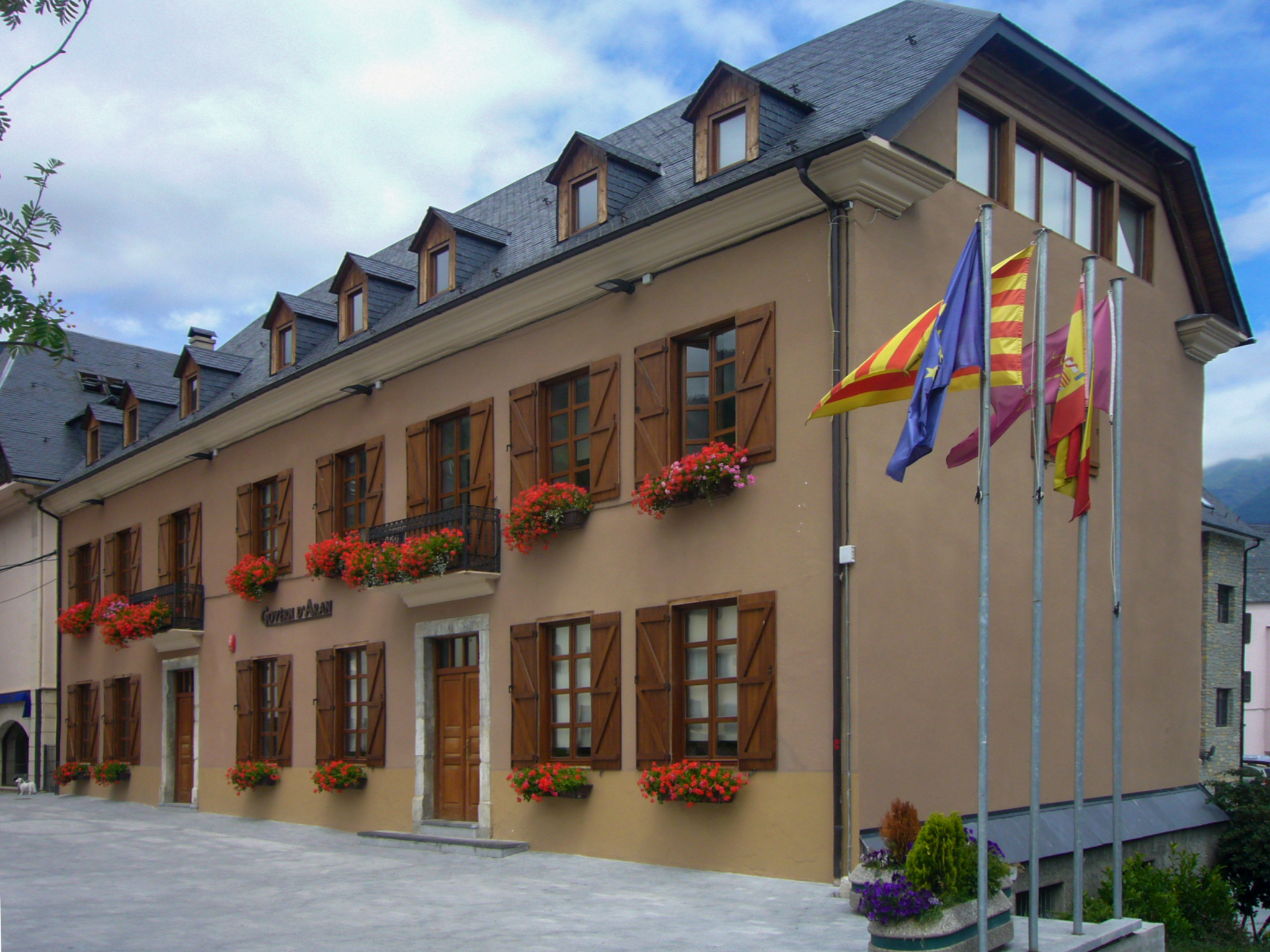
L'actual seu del Conselh Generau d'Aran ocupa el que eren instal·lacions de l'empresa a Viella entre 1945 i 1974

### Construccions al Pallars
La societat inicià ben aviat la construcció de les centrals, començant per les del Pallars:
- Central Hidràulica de la Pobla de Segur. El compromís de compra per part d'Energia Elèctrica de Catalunya de l'electricitat produïda per la Central de la Pobla de Segur era utilitzat com argument de la seguretat i rendibilitat de les obligacions emeses per la Sociedad Productora de Fuerzas Motrices per finançar la construcció de les centrals hidroelèctriques.[10] Fou el primer projecte de la Sociedad Productora de Fuerzas Motrices; construïda entre 1918 i 1920, segons l'acord signat amb Energia Elèctrica de Catalunya aquesta havia de comprar-li-li tota la producció. El desacord en el preu forçà posteriorment a vendre la central.
- Central hidroelèctrica del Congost. Situada al municipi d'Erinyà, en un congost del Flamisell. La seva potència instal·lada era de 2,4 MW, la menor de totes les centrals dels Pallars.[11] Aquesta central va tenir una vida molt curta; es posà en funcionament l'any 1923 i es tancà el 1929; posteriorment fou desmantellada del tot.

Es va descartar la construcció del salt de Sentereda, així com de la regulació que s'havia previst del Flamisell amb una presa conjunta d'aquest riu amb el de Bòssia.
El mes de febrer de 1921 la Productora va comprar a Pere Arnalot Carrera la petita central hidroeléctrica que donava llum a Sort, poble natal de Riu, i algunes poblacions properes. Les relacions de la companyia i l'Ajuntament de Sort es van anar deteriorant a causa del cost i la mala qualitat del subministrament per un costat i l'impagament del servei per una altra. El juny de 1929 l'ajuntament comprà la central a la Productora.

### Construccions a la Vall d'Aran
El següent pas el feren a les concessions de la Vall d'Aran, per les seves condicions idònies per a l'explotació hidroelèctrica. A partir de la obertura de la carretera del Port de la Bonaigua l'any 1920 van començar els treballs hidroelèctrics amb la central de Cledes que, si bé l'estiu de l'any 1924 ja es podia considerar acabada, no es va poder posar en marxa fins al juliol de l'any 1929, quan es van resoldre els problemes financers i de permisos i vèncer les dificultats d'instal·lació de la línia d'alta tensió pel Port de la Bonaigua, a 2.072 mts d'altura. Les dificultats financeres foren resoltes amb un conveni signat entre el Banc de Catalunya i la Productora el 23 de març de 1924.
Després del cop d'estat de juliol de 1936 i l'inici de la guerra, a finals d'agost el Comitè Central de Control Obrer de Gas i Electricitat procedí a la col·lectivització de les majors empreses elèctriques, entre les que es trobava la Productora de Fuerzas Motrices, constituint els Serveis Elèctrics Unificats de Catalunya, per posteriorment ser intervinguts pel Comissariat General d'Aigua, Gas i Electricitat de la Generalitat. Acabada la guerra, es desfeu la col·lectivització i l'empresa fou tornada als seus propietaris.

## Represa de les construccions
Les inversions dutes a terme no evitaren que la societat es trobés amb sèries dificultats financeres. El mes de juny de 1936 va signar un conveni amb els seus obligacionistes que limitava la retribució de les obligacions a un 3%, i reconeixia el dret a percebre la resta de l'interès pactat si els beneficis de la societat ho permetien.
Entre 1941 i 1947, la Barcelona Traction, mitjançant les seves filials Energia Elèctrica de Catalunya, Unió Elèctrica de Catalunya i Companyia Barcelonina d'Electricitat van anar adquirint accions de la Productora fins a posseir un 81,5% del capital.
A partir de 1941 partir d'aquesta data, l'empresa va iniciar una intensa activitat concentrada a la Vall d'Aran. El 14 de maç de 1943 es publicava en el BOE la concessió a aquesta companyia de l'aprofitament hidroelèctric de la cadena de salts que formarien les central hidroelèctriques d'Arties, Vielha i Benós.
La invasió del maquis de la tardor de 1944 a la vall d'Aran va interrompre les obres durant uns dies, però no es produïren danys als treballadors o a les instal·lacions. Represes les obres, l'ordre de finalització de les centrals fou Vielha el 1947, Central de Benós el 1952, Central d'Arties el 1955, Bossòst el 1956, el salt del Joeu el 1958 que formava part de la ventral de Benòs, Pont de Rei el 1960, Sant Joan de Toran el 1963 i finalment Aiguamoix, que formava part de la central d'Arties, el 1965.
A mitjans dels anys 50 es va dur a terme la interconnexió elèctrica amb l'empresa Électricité de France entre Banhèras de Luishon i la vall d'Aran.

## Absorció
El 1952 FECSA, l'empresa creada per Joan March, va adquirir totes les instal·lacions i altres actius i passius de la Barcelona Traction, que incloïa la Productora de Fuerzas Motrices. El 1953 es va recapitalitzar la societat mitjançant la reducció de capital social fins a uns 7 milions de pessetes per absorbir les pèrdues, i augmentar-lo fins a uns 400 milions per finançar les inversions previstes a la vall d'Aran. També es signà un nou conveni amb els obligacionistes en el que se'ls assegurava un interès fix del 6%.
En la Junta General Extraordinària de FECSA del 20 de desembre de 1986 es va aprovar l'absorció de la Sociedad Productora de Fuerzas Motrices. En aquell moment la Productora tenia una plantilla de 138 persones que s'encarregaven de l'explotació de les centrals hidroelèctriques. El seu valor patrimonial era de 172.460.423 € i un endeutament de 2.674.504 €. Actualment tots els seus actius són propietat d'Endesa, filial de la italiana Enel.